# Johannes Öhman

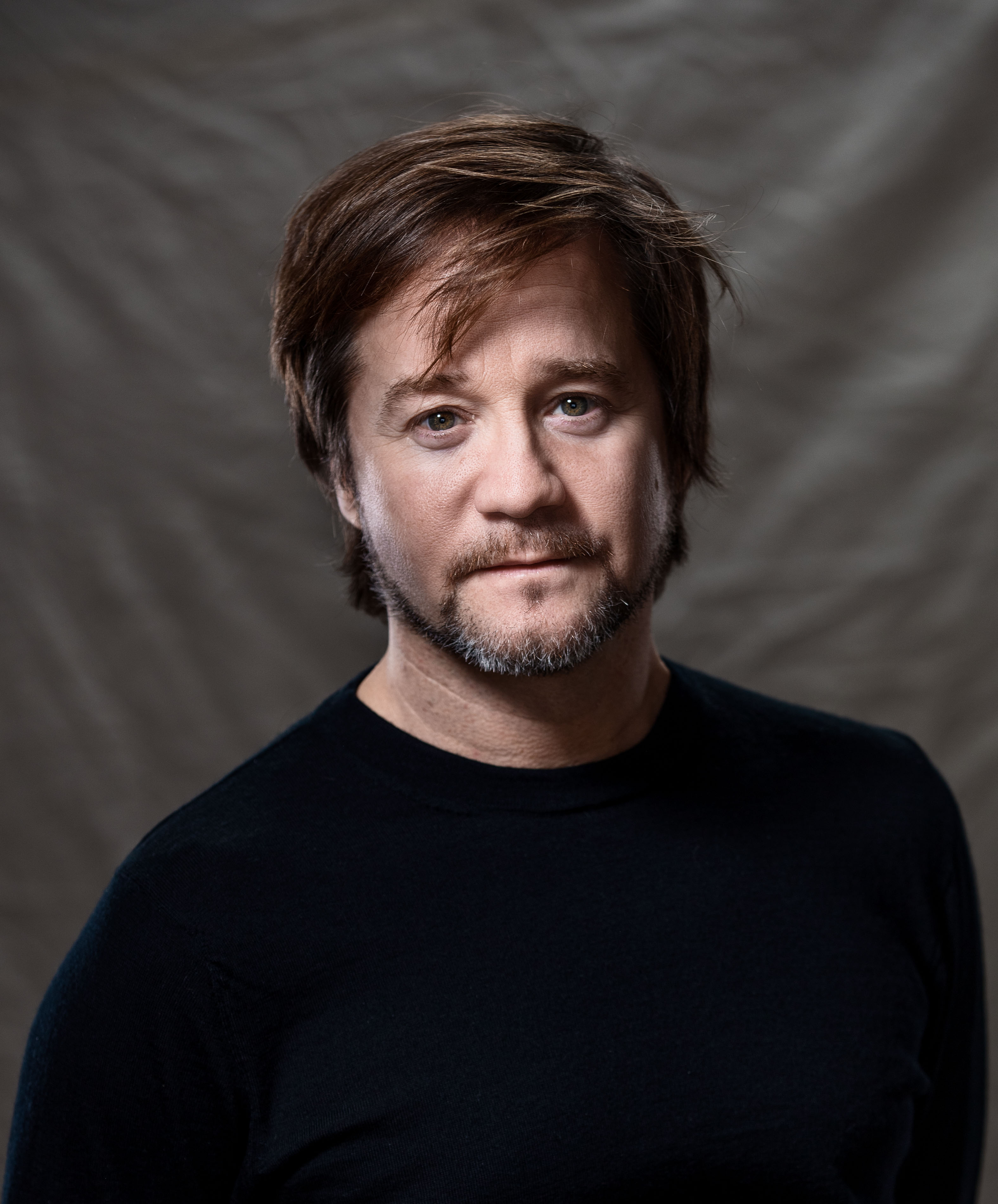
Johannes Öhman, 2020

Johannes Öhman (* 22. Juli 1967 in der Gemeinde Högalids in Stockholm) ist ein schwedischer Balletttänzer und Intendant. Seit März 2020 ist er künstlerischer Leiter des Dansens Hus in Stockholm.

## Werdegang
Öhman ist der Sohn von Birgitta Öhman, Produzentin für das schwedische Fernsehen, und Sven Öhman, Professor für Linguistik an der Universität Uppsala. Öhman studierte an der Kungliga Svenska Balettskolan (Royal Swedish Ballet School) in Stockholm und in Paris bei Lehrern wie Raymond Franchetti, Michail Messerer, Konstantin Damianov und Ellen Rasch. 1987 wurde er beim Royal Swedish Ballet angestellt und dort 1991 zum Solisten ernannt. Johannes Öhman gewann 1986 den Paris „Prix Rayonnement“ beim Internationalen Ballettwettbewerb in Paris und war im selben Jahr Finalist bei der Varna International Ballet Competition. 1987 vertrat er Schweden bei Eurovision Young Dancers in Schwetzingen. Zwischen 1986 und 1988 tanzte er als Solist beim Basler Ballett in der Schweiz. Johannes Öhman arbeitete als Lehrer am Cullberg Ballett, an der Ballettakademie in Stockholm und am Royal Ballet. In den Jahren 2002 bis 2007 übernahm Johannes Öhman die Position des Künstlerischen Leiters des Stockholm 59 ° North, eines modernen Tanzensembles mit Solisten des Royal Swedish Ballet, das sowohl in Schweden als auch im Ausland tourt.

### Göteborg Operans Danskompani
Als Leiter der Göteborg Operans Danskompani von 2007 bis 2011 (ehemals Göteborg Opera Ballet) beauftragte er unter anderem folgende Choreographen:
- Alexander Ekman (Uraufführung)
- Kenneth Kvarnström (Uraufführung)
- Johan Inger (Uraufführung)
- Jiří Kylián
- Jorma Elo (Uraufführung)
- Gunilla Heilborn (Uraufführung)
- Stijn Celis (Uraufführung)
- Cristina Caprioli (Uraufführung)
- Mats Ek
- Medhi Walerski (Uraufführung)
- Tilman O’Donnell (Uraufführung)
- Jeanette Langert (Uraufführung)
- Lukas Timulak (Uraufführung)
- Örjan Andersson (Uraufführung)
- Rui Horta (Uraufführung)
- Fernando Melo (Uraufführung)
- Wim Vandekeybus (Uraufführung)
- Sasha Waltz

### Royal Swedish Ballet, Stockholm
2011 übernahm er die Leitung des Royal Swedish Ballet in Stockholm. Das Royal Swedish Ballet ist eines der ältesten Ballettensembles der Welt und wurde 1773 von König Gustaf III. gegründet. Heute ist es das größte Ensemble Schwedens mit insgesamt 67 Tänzern. Öhman gab als eine seiner ersten Handlungen als Intendant der Compagnie ein neues Ballett in Auftrag: „Julia & Romeo“ von Mats Ek, der schon Gast an der Pariser Oper, London, Deutschland und den Vereinigten Staaten war.
Während seiner Zeit am Royal Swedish Ballet erweiterte Öhman das Repertoire der Compagnie beträchtlich. Unter den seinerseits hinzugeführten Inszenierungen befinden sich folgende Produktionen:
- Don Quijote (Nurejew)
- Schwanensee (Natalia Conus)
- Der Traum von Schwanensee (Pär Isberg; Uraufführung)
- Giselle (Natalia Makarova)
- Dornröschen (Marcia Haydée)
- Onegin (John Cranko)
- Alice im Wunderland (Christopher Wheeldon)
- Der Nussknacker (Pär Isberg)
- Raymonda (Pontus Lidberg, Uraufführung)
- Sylfiden (Frank Andersen)
- Pontemolle (Frank Andersen; Uraufführung)
- Julia und Romeo (Mats Ek; Uraufführung)
- Schwanensee (Mats Ek)
- Ein Mittsommernachtstraum (Alexander Ekman; Uraufführung)
- Sharon Eyal (Uraufführung)
- Sasha Waltz
- Crystal Pite
- Wim Vandekeybus
- William Forsythe
- David Dawson
- Alexander Ekman (Uraufführung)
- Stijn Celis (Uraufführung)
- Emanuel Gat (Uraufführung)
- Olivier Dubois (Uraufführung)
- Johan Inger (Uraufführung)
- Örjan Andersson (Uraufführung)

Öhman führte das Ensemble des Royal Swedish Ballet auf internationale Gastspiele:
- Paris (L’Opéra National de Paris / Palais Garnier)
- Washington DC (Kennedy Center of Performing Arts)
- Los Angeles (Segerstrom Hall)
- London (Sadler’s Wells Theatre)
- Luxemburg
- Bonn
- Ludwigshafen

### Staatsballett Berlin
Von August 2019 bis Dezember 2020 war Johannes Öhman zusammen mit Sasha Waltz Intendant des Staatsballett Berlin. Das Duo beendete ihre gemeinsame Intendanz allerdings vorzeitig. Öhmann übernahm bereits im März 2020, parallel zu seiner Arbeit in Berlin, die künstlerische Leitung des Dansens Hus in Stockholm. Seit Januar 2021 arbeitet er dort in Vollzeit als Direktor.

## Preise und Auszeichnungen
- 1987: Swedish Eurovision Dance Competition; 1. Platz
- 1986: Internationaler Ballett Wettbewerb Varna; Finalist
- 1986: Internationaler Ballett Wettbewerb Paris “Prix Rayonnement”
- 1990: Mariane Orlandos; Stipendium
- 2015: Olivier Awards, Best New Dance Production, Mats Eks „Juliet and Romeo“
- 2016: Litteris et Artibus

## Andere Tätigkeiten
- 2017: Moscow International Ballet Competition; Jurymitglied
- 2015–2017: The Fedora Prize; Jurymitglied
- 2016–2018: The Göteborg Dance and Theatre Festival; Kurator
- 2016: Prix Benois de la Danse Moscow; Jurymitglied
- 2012: Beijing International Choreography Competition; Jurymitglied
- 2012: Prix de Lausanne; Jurymitglied